# 산테지디오델몬테알비노
산테지디오델몬테알비노(이탈리아어: Sant'Egidio del Monte Albino)는 이탈리아 캄파니아주 살레르노도에 있는 코무네이다.